# رادا ورانیشویچ

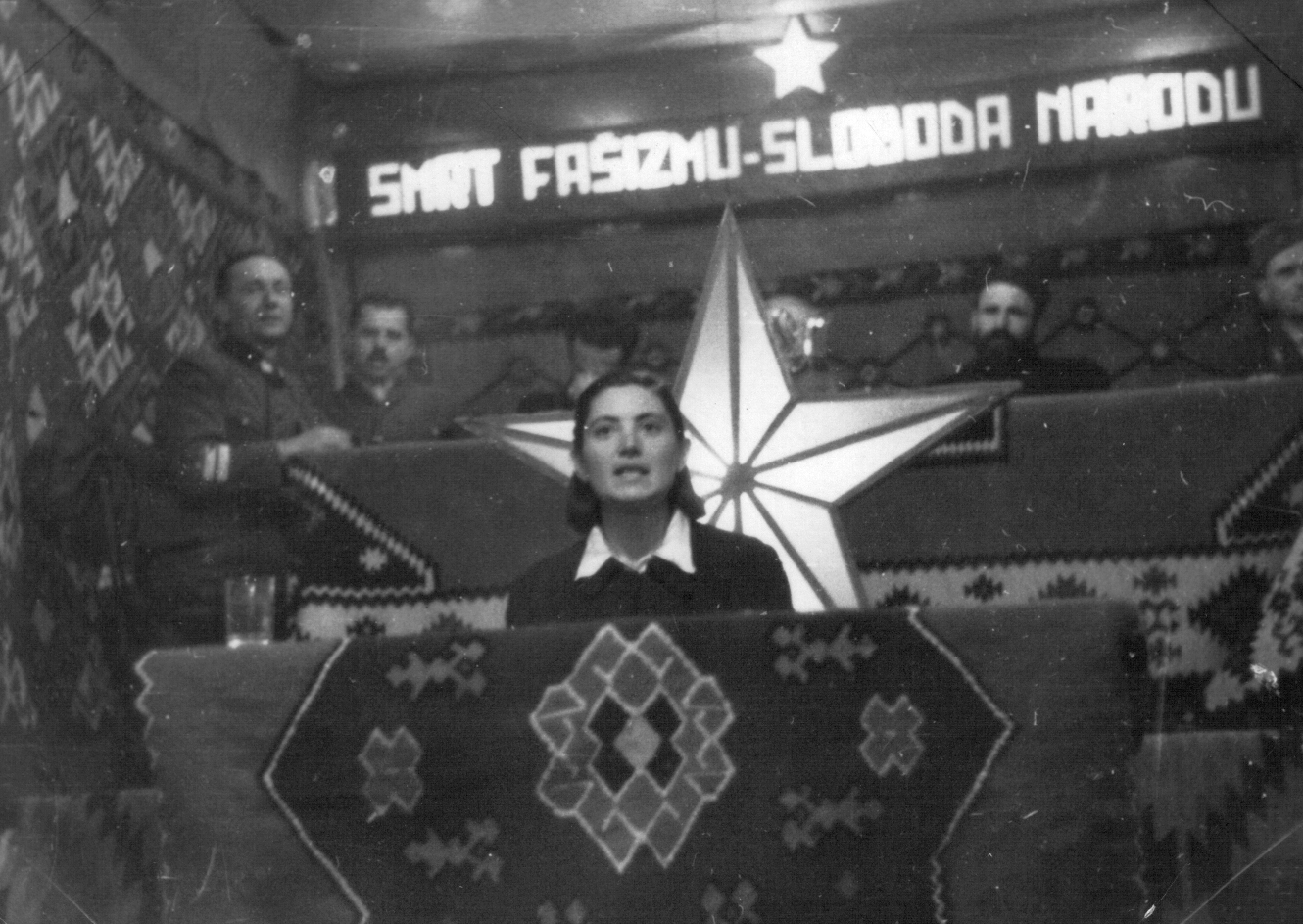
رادا ورانیشویچ در اولین جلسه شورای دولتی ضد فاشیست برای آزادی ملی بوسنی و هرزگوین صحبت می‌کند

رادا ورانیشویچ (۲۵ مه ۱۹۱۸–۲۶ مه ۱۹۴۴) یک فعال سیاسی یوگسلاوی و رهبر جنبش‌های مقاومت در جنگ جهانی دوم در بوسنی در طول جنگ جهانی دوم بود.

## خانواده
ورانیشویچ در روستای رکاویس نزدیک بانیا لوکا، در شمال پادشاهی اتریش-مجارستان بوسنی و هرزگوین، که در همان سال بخشی از پادشاهی یوگسلاوی شد، به دنیا آمد. خانواده او که به خاطر معلمان و کشیشان مشهور است، از کروپا در ورباس سرچشمه می‌گیرند. او دختر جورجه ورانیشویچ، کشیش کلیسای ارتدکس صربی و یکی از اعضای فعال حزب کشاورزی بود که با رادا بسیار صمیمی بود. مادر محافظه کار او، آنیا، خواهر برانکو زاگوراچ بود که به خاطر نقش او در ترور آرشیدوک فرانتس فردیناند اتریش در سال ۱۹۱۴ در سارایوو به سه سال زندان محکوم شده بود. رادا و خواهر بزرگترش نونکا (که بعداً معلم شد) بسیار تحت تأثیر افکار چپ عموی خود قرار گرفتند. خواهر و برادرهای دیگر، یک خواهر کوچکتر به نام لیوبا (تکنسین دندان) و یک برادر بودند که در رودخانه ورباس غرق شدند.

## تحصیلات
ورانیشویچ در مدرسه ابتدایی در روستایی در نزدیکی پرنیوور و دبیرستان در درونتا و بانیا لوکا تحصیل کرد. او آرزو داشت معلم شود اما در سال ۱۹۳۲ به دلیل وابستگی به اتحادیه کمونیست‌های یوگسلاوی اخراج شد. در سال ۱۹۳۳، او در آکادمی بازرگانان ثبت نام کرد و به یک سازمان جوانان کمونیست پیوست، اما برای شرکت در فعالیت‌های آن بسیار جوان و از نظر جسمی ضعیف در نظر گرفته شد. در این زمان او با روزنامه‌نگار مسلمان، سافت فیلیپوویچ، که از هواداران کمونیست نیز بود، وارد رابطه عاطفی شد. چنین عاشقانه‌های بین قومیتی در آن زمان «غیر معمول و جسورانه» بود، اما ورانیشویچ موفق شد موافقت خانواده روحانی خود را هم برای روابط و هم برای فعالیت‌های سیاسی به دست آورد.
از سال ۱۹۳۶ تا ۱۹۳۷ او به مدرسه در اسکوپیه رفت و علاقه زیادی به مقدونیه و مردم آن پیدا کرد. ورانیشویچ که همراه با همسالانش به مسئله مقدونی علاقه داشت، از حامیان ناسیونالیسم مقدونی بود، اگرچه او فقط به زبان صربی (با لهجه بوسنیایی) صحبت می‌کرد.

## جنگ جهانی دوم
ورانیشویچ پس از اتمام آکادمی بازرگانان نتوانست شغلی بیابد و با والدینش در نزدیکی پرنیاور به خانه بازگشت. در سال ۱۹۳۹ او در بلگراد شروع به کار کرد و از آغاز یک زندگی مستقل در پایتخت یوگسلاوی به وجد آمد. او و دوست پسرش، سافت فیلیپوویچ، با هم در یک آپارتمان کوچک زندگی می‌کردند. ورانیشویچ بلافاصله در فعالیت‌های حزب کمونیست شرکت کرد که در سال ۱۹۴۰ رسماً به آن پیوست. او در همان سال پس از سازماندهی یک اعتصاب دستگیر شد و تنها به دلیل دخالت وزیر دولت برانکو چوبریلوویچ، آشنای پدرش، آزاد شد. ورانیشویچ که شغلش را از دست داده بود، از سوی والدینش مداوم تشویق می‌شد که به بوسنی بازگردد، اما او نپذیرفت. در عوض او به نمایندگی از حزب در مونته‌نگرو مبارزات انتخاباتی را آغاز کرد.
در آوریل ۱۹۴۱، یوگسلاوی به سرعت توسط نیروهای محور تسخیر شد. دولت مستقل کرواسی، یک دولت دست نشانده فاشیست، در خاک کرواسی، اسلاونی، بوسنی و هرزگوین ایجاد شد. سیاست نژادی آن به آزار و اذیت گسترده صرب‌ها منجر شد. ورانیشویچ پس از بمباران بلگراد به بانیا لوکا رفت، اما به زودی بازگشت. او و فیلیپوویچ با هم بلگراد را ترک کردند و در ۱ مه به بانیا لوکا بازگشتند، جایی که او وارد جنبش مقاومت پارتیزان شد. فیلیپوویچ در اواخر ژوئن دستگیر و به اردوگاه کار اجباری دانیکا فرستاده شد و در اوایل ژوئیه والدین و خواهر ورانیشویچ، لیوبا به صربستان تبعید شدند. ورانیشوویچ به سنت زنان مسلمان روبنده پوشید و توسط وحیده ماگلایلیچ، مسلمان برجسته بانیا لوکا که خانه اش به عنوان انبار و سرپناهی برای مبارزان پارتیزان بود، پناه گرفت. ورانیشویچ در استخدام زنان بانیا لوکا در آرمان پارتیزانی موفق بود.
حزب کمونیست تصمیم گرفت که ورانیشویچ باید به قلمرو آزاد اطراف کوه گرمچ برود. ماگلایلیچ این انتقال را سازماندهی کرد و ورانیشویچ به صورت محجبه در سپتامبر آنجا را ترک کرد. او بعداً از حجاب برای پنهان کردن وسایل بهداشتی و مهمات استفاده کرد. در نوامبر ۱۹۴۲، ورانیشویچ به عنوان عضو کمیته منطقه ای حزب کمونیست در بوسانسکا کراینا انتخاب شد. او یکی از اعضای مؤسس جبهه ضد فاشیست زنان بوسنی و هرزگوین بود و بعداً به عضویت کمیته مرکزی جبهه ضد فاشیست زنان یوگسلاوی درآمد. در بین ۱۷۰ نماینده شورای دولتی ضد فاشیست برای آزادی ملی بوسنی و هرزگوین در ۲۵ نوامبر ۱۹۴۳ ورانیشویچ جزو چهار زنی بود که انتخاب شدند.

## مرگ
در بهار ۱۹۴۴، ورانیشویچ در ۲۶ سالگی از طرف حزب برای کار در شهر دروار در غرب بوسنی فرستاده شد. آلمان نازی در ۲۵ مه، یورش به دروار را آغاز کرد و او توسط چتربازان دستگیر و روز بعد در تلاش برای فرار کشته شد. پس از آزادسازی یوگسلاوی، بقایای ورانیشویچ به قبرستان پارتیزان در بانیا لوکا منتقل شد. در ۲۷ ژوئیه ۱۹۵۱، ورانیشویچ به عنوان قهرمان خلق یوگسلاوی اعلام شد.